# Liste der Herrscher von Jordanien
Die Liste der Herrscher von Jordanien enthält die souveränen Monarchen des Königreichs Jordanien.
Das Staatsgebiet gehörte nach dem Ende des Osmanischen Reiches im Jahr 1918 dem Königreich Syrien an, bis es 1920 dem britischen Mandatsgebiet Palästina angegliedert wurde. Weiter unter britischer Protektion stehend wurde das Land 1921 von Palästina getrennt und zum Emirat Transjordanien eingerichtet. Nach der Unabhängigkeit des Landes im Jahr 1946 nahm Emir Abdallah ibn Hussein den Königstitel an. 1949 wurde dem Königreich der bis heute offizielle Name „Haschemitisches Königreich Jordanien“ gegeben.
Das Königshaus wird von der Dynastie der Haschimiten gestellt, den Nachfahren eines Urgroßvaters des Propheten Mohammed.

## Emir von Transjordanien
| Bild | Name (Lebensdaten)                      | Regierungszeit               | Verwandtschaft           |
| ---- | --------------------------------------- | ---------------------------- | ------------------------ |
|      | Abdallah (Februar 1882 – 20. Juli 1951) | 1. April 1921 – 25. Mai 1946 | Sohn von Hussain ibn Ali |

## König von Transjordanien
| Bild | Name (Lebensdaten)                      | Regierungszeit               | Verwandtschaft |
| ---- | --------------------------------------- | ---------------------------- | -------------- |
|      | Abdallah (Februar 1882 – 20. Juli 1951) | 25. Mai 1946 – 3. April 1949 |                |

## Könige des haschemitischen Königreichs Jordanien
| Bild | Name (Lebensdaten)                            | Regierungszeit                    | Verwandtschaft      |
| ---- | --------------------------------------------- | --------------------------------- | ------------------- |
|      | Abdallah I. (Februar 1882 – 20. Juli 1951)    | 3. April 1949 – 20. Juli 1951     |                     |
|      | Talal (26. Februar 1909 – 7. Juli 1972)       | 20. Juli 1951 – 11. August 1952   | Sohn des Vorgängers |
|      | Hussein (14. November 1935 – 7. Februar 1999) | 11. August 1952 – 7. Februar 1999 | Sohn des Vorgängers |
|      | Abdullah II. (* 30. Januar 1962)              | 7. Februar 1999 – amtierend       | Sohn des Vorgängers |